# Asclepias speciosa
Asclepias speciosa es una especie de angiosperma perteneciente a la familia de las apocináceas. Es nativa de la mitad occidental de América del Norte. 

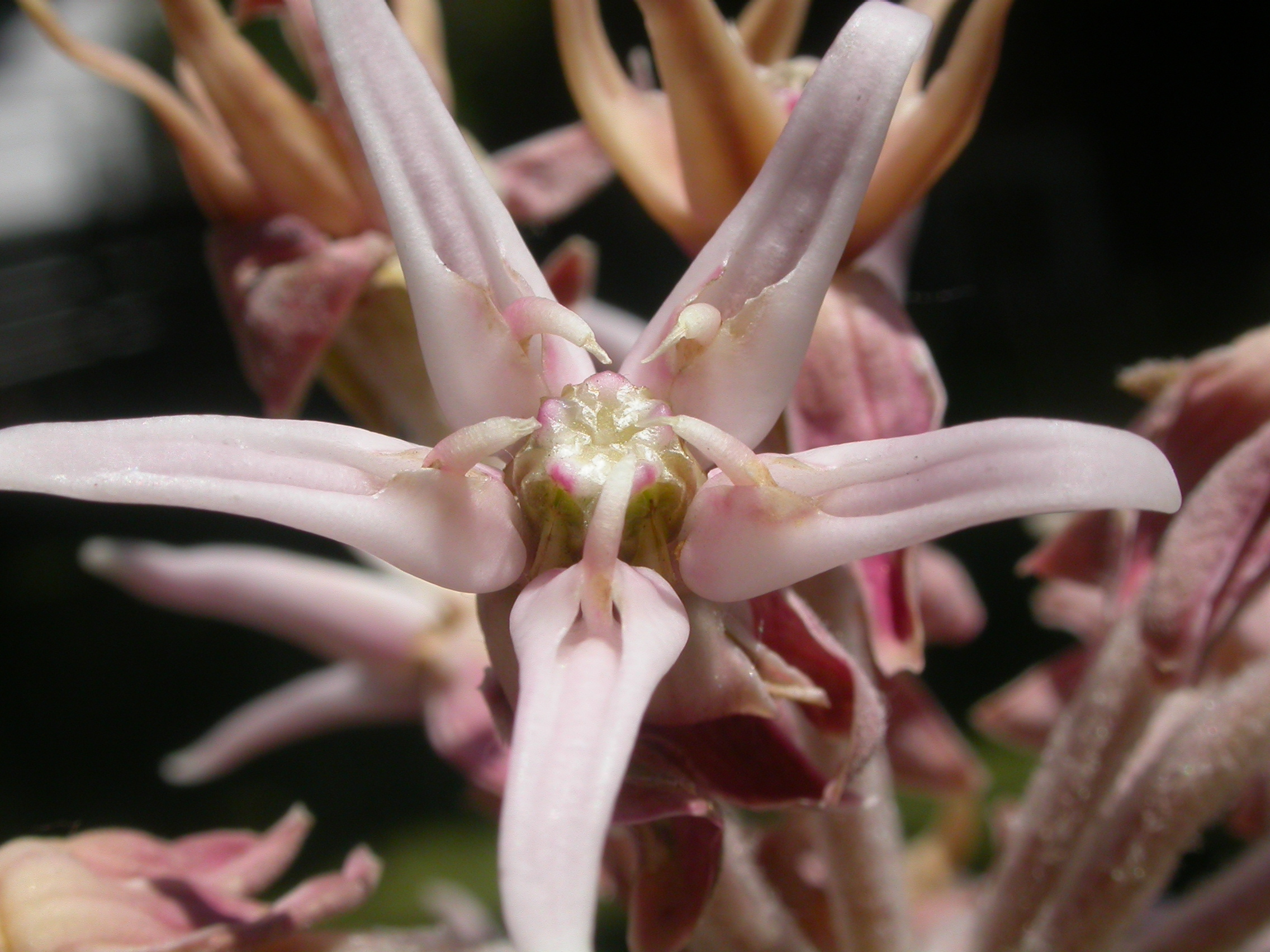
Detalle de la flor

## Descripción
Es una planta herbácea con flores peludas, es erecta  y perenne.Con hojas que se disponen enfrentadas en el tallo. Las llamativas flores  peludas de color rosa pálido a rosado-púrpura están dispuestas en gruesas umbelas.  Su corolas está recogida y la parte central de la flor, con cinco campanas con destacados ganchos, son en forma de estrella. El fruto es un gran y áspero folículo lleno de muchas semillas ovales planas con frondosos penachos sedosos. 

## Usos
Muchos pueblos indígenas americanos utilizan todas las partes de esta planta para un gran número de usos medicinales y se utilizó algunas partes como alimento.

## Taxonomía
Asclepias speciosa fue descrita por  John Torrey y publicado en Annals of the Lyceum of Natural History of New York 2: 218–219. 1827.
Etimología
Asclepias: nombre genérico que Carlos Linneo nombró en honor de Esculapio (dios griego de la medicina), por las muchas aplicaciones medicinales que tiene la planta.
speciosa: epíteto latino que significa "llamativa".
Sinonimia
- Asclepias douglasii Hook.
- Asclepias giffordii Eastw.[3][4]